# Spoorlijn Weil am Rhein - Saint-Louis
De spoorlijn Weil am Rhein - Saint-Louis is voor een deel een Duitse spoorlijn als lijn 4423 onder beheer van DB Netze en voor een deel een Franse spoorlijn als lijn 136 000 onder beheer van Réseau ferré de France (RFF).

## Geschiedenis
Het traject werd door de Deutsche Reichsbahn op 11 februari 1878 geopend en op 3 april 1937 gesloten. De bouw van deze spoorlijn maakte het mogelijk om militaire treinen van en naar de toenmalige Duitse Elzas langs Zwitsers grondgebied te laten rijden.
Nadat de Elzas in 1918 weer Frans werd nam het belang van de spoorlijn sterk af omdat deze weer internationaal werd. Aan de Duitse zijde werd het grensstation Palmrain ingericht voor douaneafhandelingen. Door de bouw van de waterkrachtcentrale bij Kembs aan de Franse zijde wat in het Verdrag van Versailles geregeld was steeg het peil in de Rijn dusdanig dat de doorvaarthoogte van de Palmrainbrücke te gering werd. Op basis hiervan werd besloten de spoorlijn te sluiten en de brug te slopen.
Aan Duitse zijde is de lijn omgevormd tot havenspoorlijn en later nogmaals verlegd in verband met de aanleg van Bundesautobahn 5. Aan Franse zijde is de lijn eveneens omgevormd tot havenspoorlijn.

## Aansluitingen
In de volgende plaatsen is of was er een aansluiting op de volgende spoorlijnen:
Weil am Rhein
DB 4000, spoorlijn tussen Mannheim en Konstanz
DB 4406, spoorlijn tussen Grenzacher Horn en Weil am Rhein
DB 4410, spoorlijn tussen Weil am Rhein en Lörrach
DB 4411, spoorlijn tussen Weil am Rhein en Basel Bad Rangierbahnhof
DB 4412, spoorlijn tussen Weil am Rhein en Betriebswerk Haltingen
DB 4415, spoorlijn tussen Basel Bad Rangierbahnhof W84 en Weil am Rhein W87
DB 4422, spoorlijn tussen Basel Bad Rangierbahnhof W484 en Weil am Rhein W10
Saint-Louis (Haut-Rhin)
RFN 115 000, spoorlijn tussen Strasbourg-Ville en Saint-Louis